# Katherine Mansfield
Kathleen Mansfield Murry (ur. 14 października 1888 w Wellington, Nowa Zelandia, zm. 9 stycznia 1923 w Fontainebleau, Francja) – modernistyczna autorka opowiadań pisząca pod pseudonimem Katherine Mansfield, przebywająca od 1903 roku głównie w Europie.

## Życiorys
Była córką nowozelandzkiego bankiera, trzecim spośród pięciorga rodzeństwa. Większość swojego życia spędziła w miasteczku Karori, kilka kilometrów od Wellington. W latach 1898–1899 jej pierwsze opowiadania ukazały się w pismach z Wellington.
W wieku trzynastu lat została wysłana do szkoły w Anglii. Tam wydawała czasopismo. W 1903 roku wyruszyła na studia do Londynu. Początkowo miała zamiar zostać wiolonczelistką. Po ukończeniu studiów powróciła do Karori. Przez jakiś czas żyła w puszczy z powodu poróżnienia z rodzicami. Ojciec utrzymywał ją przez całe życie (100 £ rocznie).
W 1909 roku wyszła za mąż za George’a Bowdena, którego opuściła po kilku dniach. W 1911 roku poznała Johna Middletona Murry, z którym stworzyła stały związek. W 1917 roku Katarzyna przeszła ciężkie zapalenie opłucnej, na skutek którego do końca życia miała problemy z płucami. Mansfield znała dobrze język francuski, niemiecki oraz łacinę, a także rosyjski.
Była biseksualna i miała wielu kochanków obojga płci.
Inspirowała się utworami Oscara Wilde’a i Antona Czechowa. Brała udział w londyńskim życiu towarzysko-literackim, publikując, niezbyt często, opowiadania i recenzje. Przyjaźniła się głównie z Aldousem Huxleyem, Virginią Woolf oraz D.H. Lawrence’em, który sportretował ją w powieści Zakochane kobiety, jako Gudrun. Prowadziła dziennik.
Cierpiała na gruźlicę, która była przyczyną jej przedwczesnej śmierci. Zmarła w wieku 34 lat na nagły krwotok.
Napisała wiersz dla Stanisława Wyspiańskiego pt. Do Stanisława Wyspiańskiego.
Za jej życia wydano tylko dwa tomy opowiadań, dalsze oraz dzienniki, listy ukazywały się pośmiertnie przez kilka dekad. Najbardziej znane opowiadania Katherine Mansfield to: Panna Brill, Preludium, Garden Party, The Doll’s House, The Fly.

## Twórczość
- Opowiadania, Officyna, Łódź 2020
- Dziennik, Czytelnik, Warszawa 1985
- Garden Party, zbiór opowiadań, Czytelnik 1958 (wydanie skrócone Jej pierwszy bal, Książka i Wiedza, 1980)
- Listy, Czytelnik 1978
- Upojenie i inne opowiadania, Czytelnik 1962